# Gulfotad honungsvisare
Gulfotad honungsvisare (Melignomon eisentrauti) är en fågel i familjen honungsvisare inom ordningen hackspettartade fåglar.

## Utseende och läte
Gulfotad honungsvisare är en liten (18 cm) och diskret skogslevande honungsvisare. Ovansidan är mörkt olivgrön till brun, undersidan ljusare, framför allt på strupen, nedre delen av bröstet, buken och flankerna. Tårna och delar av tarserna är lysande gula, därav namnet. Arten liknar närmast mustaschgrönbulbylen som också har gula fötter, men denna saknar vita yttre stjärtpennor. Sången består av en serie med 13 klara, betonade toner som var och en stiger i tonhöjd, medan hela serien sjunker något och avstannar mot slutet.

## Utbredning och status
Fågeln förekommer från Sierra Leone till Liberia, sydvästra Ghana och sydvästra Kamerun. Den behandlas som monotypisk, det vill säga att den inte delas in i några underarter.

## Status och hot
Arten har ett relativt stort utbredningsområde, men tros minska i antal, dock inte tillräckligt kraftigt för att den ska betraktas som hotad. Internationella naturvårdsunionen IUCN listar arten som nära hotad (NT).